# عالیه (استان ورقله)
عالیه (به عربی: العالية) یک شهرداری در الجزایر است که در ناحیه الحجیرا واقع شده‌است. عالیه ۶٬۵۸۹ کیلومتر مربع مساحت و ۷٬۵۰۹ نفر جمعیت دارد و ۱۱۸ متر بالاتر از سطح دریا واقع شده‌است.